# برايان سيلفيستر
برايان سيلفيستر (بالإنجليزية: Brian Sylvestre) (19 ديسمبر 1992 بهوليوود في الولايات المتحدة - ) هو لاعب كرة قدم أمريكي في مركز حراسة المرمى. شارك مع منتخب الولايات المتحدة تحت 20 سنة لكرة القدم. أما مع النوادي، فقد لعب مع فانكوفر وايتكابس وفيلادلفيا يونيون ونادي شمال كارولاينا ونادي بان وVancouver Whitecaps FC U-23 ‏.

## روابط خارجية
- برايان سيلفيستر على موقع الدوري الأمريكي (الإنجليزية)
- برايان سيلفيستر على موقع قاعدة بيانات كرة القدم.إي يو (الإنجليزية)
- برايان سيلفيستر على موقع ناشيونال فوتبول تيمز (الإنجليزية)
- برايان سيلفيستر على موقع Soccerway.com (الإنجليزية)
- برايان سيلفيستر على موقع عالم كرة القدم.نت (الإنجليزية)
- برايان سيلفيستر على موقع AS.com (الإسبانية)